# 波焦阿卡亚诺
波焦阿卡亚诺（義大利語：Poggio a Caiano），是意大利托斯卡纳大区普拉托省的一个市镇。总面积5平方公里，人口9796人，人口密度1959.2人/平方公里（2009年）。